# جهاز استشعار نسبة الكحول في التنفس

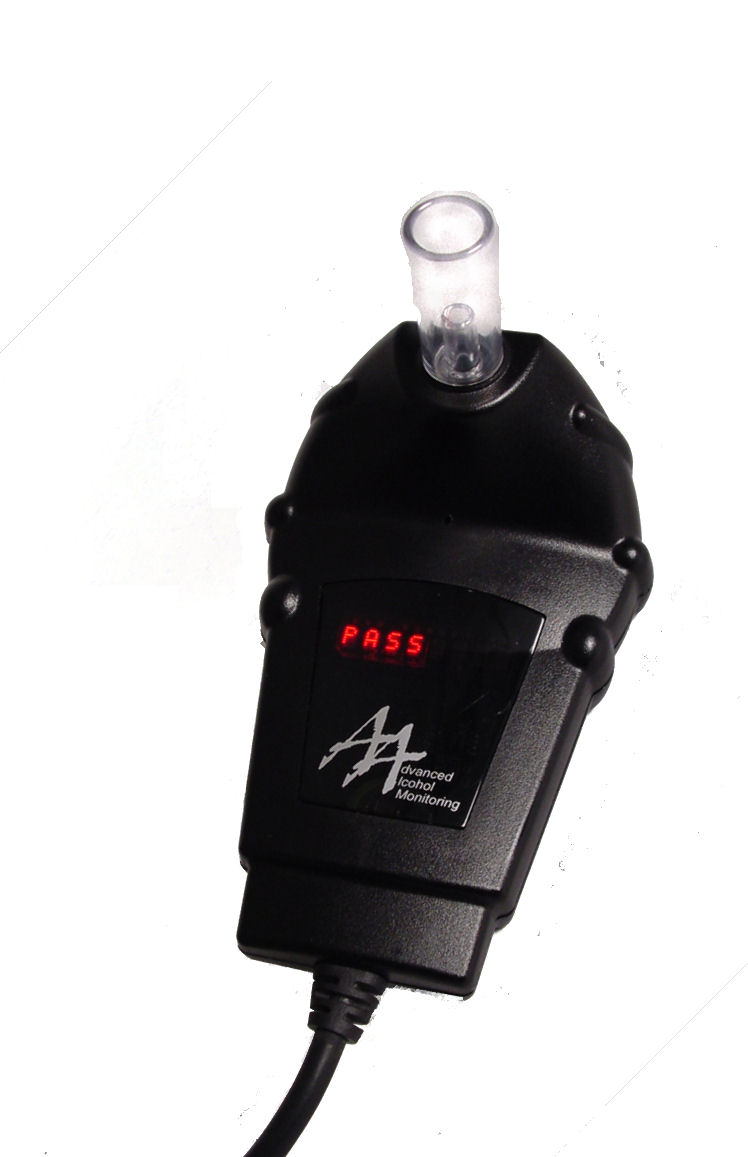

جهاز استشعار الكحول أو جهاز استشعار نسبة الكحول بالتنفس في السيارات(IID أو BAIID) الخاصة. يتطلب الأمر أن يقوم السائق بالنفخ بالجهاز قبل بدء تشغيل السيارة ليتمكن من تشغيلها.اذ يقوم هذا الجهاز بعد النفخ فيه بتمييز ما ان كانت النتيجة التي اعطاها الجهاز أكبر من القيمة المعتمدة في ذلك البلد، فإن الجهاز يمنع بدء تشغيل المحرك. يقع جهاز الاستشعار داخل السيارة، بالقرب من مقعد السائق، ويرتبط الجهاز بشكل اساسي مع محرك المركبة. يعد هذا الجهاز مثالا على المراقبة الإلكترونية الحديثة.فجهاز الاستشعار المعتمد يعترض إشارة الإشعال المسؤولة عن بدء التشغيل.حتى يتم الحصول على عينة تنفس صالحة تتوافق مع كميات الكحول القصوى المسموح بها  في البلاد عندها يمكن للسيارة الحركة كالعادة. لا يلزم وجود عينة تنفس لبدء تشغيل السيارة إذا كان المحرك يعمل خلال وقت الراحة، للسماح بإعادة التشغيل السريع في حالة توقف السيارة. في أوقات عشوائية بعد بدء تشغيل المحرك سيطلب الجهاز عينة IID اختيار عينة أخرى من التنفس يشار إليها باسم إعادة اختبار الدوران. الغرض من إعادة الاختبار هو منع شخص آخر غير السائق من تقديم عينة تنفس. إذا لم يتم تقديم عينة التنفس، أو تجاوزت العينة مستوى الكحول في الدم في العينة المدخلة بالجهاز فسوف يقوم الجهاز بتسجيل الحدث  وتحذير السائق ثم بدء تشغيل التنبيه وفقًا للوائح الدولة، على سبيل المثال، تشعل أضواء الإنذار وزامور السيارة، حتى يتم اطفاء المحرك، أو يتم توفير عينة تنفس نظيفة. هناك اعتقاد خاطئ شائع بأن أجهزة الاستشعار ستقوم بإيقاف المحرك ببساطة إذا تم الكشف عن الكحول؛ هذا ممكن، مع ذلك، يعرض السائق نفسه للخطر ويعرض مصنعي اجهزة الاستشعار لمسؤولية كبيرة. لا تحتوي الاجهزة على ميزة إيقاف المحرك تلقائيًا.
قامت شركة Borg-Warner. (inc, now BorgWarner), بتطوير أول مستشعر يعتمد على الأداء في عام 1969. في عام 1981، قدم جيفري فيت وهو طالب في نيو جيرسي في مسابقة على مستوى الولاية تخطيط بدائي لجهاز الاستشعار القائم على الكحول. في عام 1983، قدم هانز دوران وهو طالب في ليميريك نموذجًا أوليًا في مسابقة Young Scientist في دبلن. أصبحت أجهزة استشعار الكحول هي المعيار خلال الثمانينيات. استخدموا أجهزة استشعار الكحول أشباه الموصلات (غيردقيقة). كانت المتشابهات من نوع أشباه الموصلات (Taguchi) متينة ومساعدة في تطويرهذا المجال، لكن لم يتم إجراء المعايرة بشكل جيد للغاية، وكانت حساسة لتغير الارتفاع، وتفاعلت بشكل إيجابي مع المصادر غير الكحولية. تأخر التسويق واعتماد الجهاز على نطاق أوسع انتظارًا لتحسين أنظمة منع التحايل. بحلول أوائل التسعينات، بدأت المصانع في إنتاج متشابهات «الجيل الثاني» مع مستشعرات خلية وقود موثوقة ودقيقة. يلزم وجود جميع اجهزة الاستشعار الحالية لتلبية معايير الإدارة الوطنية لسلامة المرور على الطرق السريعة (NHTSA)

## التصميم
تستخدم أجهزة الاستشعار الحديثة خلية وقود خاصة بالكحول لجهاز استشعار. مستشعر خلايا الوقود هو جهاز كهروكيميائي يخضع فيه الكحول إلى تفاعل أكسدة كيميائي على سطح قطب محفز (بلاتينيوم) لتوليد تيار كهربائي. ثم يتم قياس هذا التيار وتحويله إلى قراءة مكافئة للكحول. على الرغم من أن تقنية خلايا الوقود ليست دقيقة أو موثوقة مثل تقنية التحليل الطيفي بالأشعة تحت الحمراء المستخدمة في أجهزة التنفس الباطنية، إلا أنها أرخص وتميل إلى أن تكون أكثر تحديدًا للكحول. من الامثلة على أنواع الكحول المستخدمة، الأيزوبروبانول، والسوربيتول، والمنثول، والميثانول، ومجموعة من أنواع أخرى من  بالإضافة إلى الإيثانول (الكحول المستخدم).. تحتفظ الأجهزة بسجل للنشاط على الجهاز والنظام الكهربائي
يتم حفظ سجل العينات المدخلة إلى نظام الجهاز وطباعتها أو تحميلها في كل مرة تعاد فيها معايرة الجهاز، ويكون ذلك على فترات تتراوح من 30 إلى 60 أو 90 يومًا. قد تطلب السلطات مراجعة دورية للسجل وإذا تم اكتشاف انتهاك للقوانين ستتم معاقبة المنتهك.                                                          
يتم إجراء المعايرة الدورية إما باستخدام خليط كحول وغاز مضغوط عند تركيز كحول معروف، أو باستخدام بخار رطب يحتوي على محلول كحول معروف. يتحمل الجاني بشكل عام تكاليف التركيب والصيانة والمعايرة. بشكل عام، تبلغ تكلفة أجهزة الاستشعار حوالي 70-150 دولارًا للتثبيت وحوالي 60-90 دولارًا شهريًا للمراقبة والمعايرة.                                                                    
```
تطلب العديد من البلدان نظام تعشيق الإشعال كشرط للسائقين المدانين بالقيادة تحت تأثيرالكحول، وخاصة مكررين هذه المخالفات. تسمح معظم الولايات الأمريكية للقضاة حاليا بإصدار أمر بتثبيت جهاز تعشيق الإشعال كشرط للمراقبة لتكرار المخالفين، وللمخالفين الأوائل في بعض الولايات، قد يُفرض التثبيت بموجب القانون. 
```

```
تم تجهيز بعض اجهزة الاستشعار بكاميرات، والتي قد تكون مطلوبة من قبل السلطة القضائية أو طواعية. الغرض من الكاميرا هو تحديد نتائج «الفشل» مع السائق، مما يجعل من السهل «مسح» تقارير فشل الاختبار عندما يتم تشغيل نتيجة «الفشل» من قبل طرف ثالث.
```

## التبني
أستراليا                                                                              
تستخدم الاستشعار في ولايات فيكتوريا، جنوب أستراليا، غرب أستراليا،  تاسمانيا، ونيوساوثويل وولايات أخرى تبحث في استخدامها.                                                                          

### النمسا
تم ادخال جهاز الاستشعار في عام 2017.

### بلجيكا
```
       سمحت القوانين التي تسمح للقضاة بفرض استخدام أجهزة الاستشعارعلى السائقين المخمورين باستخدامهم اعتبارًا من عام 2010، ولكن بحلول عام 2016 لم يتم استخدامه إلا في 55 حالة. التكلفة، 3500 يورو التي يجب أن يدفعها السائق هو رادع يستخدم اعتبارًا من عام 2017، قد يتم دفع تكاليف الجهاز من الغرامات المفروضة على السائق، بالإضافة إلى أنه قد يصبح إلزاميًا للمخالفين المتكررين
```

```
كندا
```

```
تتطلب بعض المقاطعات، مثل أونتاريو وكيبيك، أي شخص مدان بالقيادة تحت تأثير الكحول أو يرفض تقديم عينة تنفس، لتثبيت جهاز الاستشعار في أي مركبة يمتلكها أو يشغلها، لفترة محددة من الوقت (أو مدى الحياة)، اعتمادًا على عدد مخالفات القيادة السابقة في حالة السكر.
```

```
بعد العديد من إدانات القيادة في حالة السكر، فإن بعض المقاطعات، مثل نوفا سكوتيا، ستفرض حظرًا على القيادة مدى الحياة، مع عدم وجود إمكانية لإعادة الترخيص. ومع ذلك، تتمتع محاكم أونتاريو بسلطة سن قوانين حظر القيادة مدى الحياة، مع عدم إمكانية إعادة العمل بها، بعد صدور العديد من أحكام القانون الجنائي المتعلقة بالقيادة. في ظل هذه الظروف، لا يتم وضع شروطIID  في رخصة الشخص.
```

```
هولدنا
```

```
منذ ديسمبر 2011، بدأت هولندا في استخدام الاستشعارللمجرمين الذين تم ضبطهم بمستوى الكحول في الدم فوق حد معين. تم إلغاء العملية التي تضم أكثر من 5000 مشارك في عام 2015 بسبب مشاكل قانونية وتقنية.
```

```
نيوزيلندا
```

```
أصبحت أجهزة  الاستشعارخيارًا للحكم في نيوزيلندا في أغسطس 2012. وفي ديسمبر 2012، أفيد أن الجهاز الأول قد تم تثبيته.
```

```
السويد
```

```
يتم استخدام أجهزة الاستشعار في الحافلات على الأقل في ستوكهولم.
```

```
الولايات المتحدة
```

```
اعتبارًا من عام 2012، لدى جميع الولايات الخمسين قوانين تسمح بفرض أجهزة الاستشعار كبدائل للحكم على السائقين المخمورين. تشير التقديرات إلى أن الولايات المتحدة يمكن أن تنقذ حياة 800 شخص سنويًا إذا تم منع جميع سائقي السكارى المدانين من التورط في حادث مميت. يتكون الجهاز القياسي في الولايات المتحدة من قطعة فم مركبة على وحدة محمولة باليد وسلك متصل بنظام إشعال السيارة ويعمل على البطارية. يتعين على السائق أن ينفخ في الجهاز لفحص مستوى الكحول قبل بدء التشغيل. يلزم تركيب الأجهزة في مركز خدمة معتمد. يتم شحن الأجهزة مباشرة إلى مركز الخدمة المؤهل ولا يتم التعامل معها من قبل العميل. أكبر مزودي أجهزة الاستشعار هم SkyFineUSA و Draeger و Smart Start وGuardian وIntoxalock  و Lifesafer .
```

```
التنفيذ العام لمتطلب جهاز الاستشعار في الولايات المتحدة
```

```
تفرض معظم الولايات تركيب أجهزة الاستشعار، مع مستويات مختلفة لمتطلبات التثبيت. تختلف مستويات الإجراءات الجنائية لمتطلبات التثبيت بين الحد الأدنى لمستويات BAC (على سبيل المثال، 0.20٪ أو 0.15٪) أو تكرار المخالفة، مع حوالي نصف الولايات التي تتطلب التثبيت في المخالفة الأولى.
```

```
يقصد بعقوبات جهاز الاستشعار (IID)هذه كعقاب، ولكن أيضًا كرادع. عندما يكون مطلوبًا مستوى الكحول بالدم مرتفع أو تكرارمخالفة، فإن متطلبات الاستشعار تعالج نزعة قوية من تكرار المخالفة من قبل السائقين الذين يعانون من اضطراب استخدام الكحول (AUD أو إدمان الكحول).
```

```
يتم أيضًا فرض متطلبات الاستشعار في بعض الحالات بعد اختبارات الكحول الكيميائية في الدم الإيجابية، كرادع مادي للسائقين الذين يعانون من اضطراب استخدام الكحول، أو كعقاب مدني زائف. يتم أيضًا فرض متطلبات اجهزة الاستشعار في بعض الحالات بعد رفض الموافقة الضمني بموجب إجراءات الطب الشرعي المماثلة.
```

```
مستوى عدم التسامح
```

```
في معظم عمليات التنفيذ في الولايات المتحدة، يتم تعيين الاستشعار على مستوى «عدم التسامح إطلاقاً» (يتم تعيينه إما إلى مستويات متوافقة مع كحول الطهي أو أخطاء القياس).
```

```
العملية
```

```
في العملية، ينفخ السائق في جهاز الاستشعار (IID) لتمكين بدء تشغيل السيارة. بعد فترة زمنية متغيرة تتراوح من 20 إلى 40 دقيقة تقريبًا، يتعين على السائق إعادة المصادقة (النفخ مرة أخرى) خلال فترة زمنية تتوافق مع الانسحاب بأمان من الطريق. إذا فشل السائق في إعادة التصديق خلال الفترة الزمنية، ستنبه السيارة بطريقة مماثلة لإيقاف تشغيل السيارة، ولكنها مستقلة ميكانيكيًا عنها .
```

```
قيود على التشغيل والإصلاح من قبل الآخرين
```

```
تفرض الولايات الأمريكية المختلفة عقوبات مختلفة على تعطيل جهاز IID. في بعض الحالات، قد يعاقب السائق إذا قام أحد أفراد الأسرة أو الميكانيكي بتعطيل جهاز الاستشعار IID عندما لا يكون قيد الاستخدام من قبل الشخص الخاضع للعقوبات، أو مؤقتًا لخدمة السيارة. في بعض عمليات التنفيذ، يُسمح بتعطيل الميكانيكا وغيرها أو يتم الحصول على إذن بسهولة، ولكن بعض السلطات القضائية تقيد أو ترفض الترخيص. (مثل هذه القيود على الميكانيكا يمكن أن تكون إشكالية، على سبيل المثال، إذا اقتصرت على «الميكانيكا المرخصة» المعاينة أو المطابقة على إجراءات الإصلاح الروتينية التي تتطلب تشغيل أنظمة الإشعال وبداية التشغيل.)
```

```
احكام الدولة الفردية
```

```
الاسكا
```

```
قد يُطلب من مخالفي القيادة تحت تاثير الكحول الحصول على جهازIID. 
```

```
اريزونا
```

```
تفرض ولاية أريزونا ما لا يقل عن ستة أشهر لجميع جرائم القيادة تحت تاثير مخدر، بما في ذلك تلك التي لا تتضمن الكحول. يجب تثبيت جميع اجهزة IID من قبل شركة معتمدة، ويجب أن تكون مجهزة بكاميرا ونظام تحديد المواقع وإمكانات إعداد التقارير في الوقت الحقيقي. 
```

```
كاليفورنيا
```

```
اعتبارًا من 1 يوليو 2010، نفذت كاليفورنيا مشروعًا رائدًا لإصدار أحكام القيادة تحت تاثير الكحول، كبرنامج تجريبي يشمل أربعة مقاطعات تحت AB 91: ألاميدا ولوس أنجلوس وسكرامنتو وتولاري. بموجب المشروع التجريبي، في حالة القيادة برخصة معلقة بسبب إدانة القيادة تحت تاثير الكحول، يجب على المحكمة قانونًا فرض اشتراط جهاز IID لمدة أقصاها ثلاث سنوات من تاريخ الإدانة. اعتبارًا من 1 تموز (يوليو) 2010، يلزم وجود IID بعد إدانة القيادة تحت تاثير الكحول في المقاطعات الأربعة.
```

```
في المقاطعات الأربعة بموجب برنامج AB 91 التجريبي، يطلب من جميع السائقين المدانين بارتكاب جريمة القيادة تحت تاثير الكحول تثبيت IID في سياراتهم كشرط للحصول على امتيازات القيادة المقيدة. يُطلب من المجرمين الأوائل المدانين بالقيادة في حالة السكر تثبيت جهاز IID في سيارتهم لمدة خمسة أشهر والمخالفين مرة ثانية لمدة عام واحد. في السابق كان هذا الشرط مطلوبًا فقط للمخالفة الثالثة ويسمح به للجريمة الثانية، ثم لمدة ثلاث سنوات. كتبت دائرة الترخيص للمركبات في كاليفورنيا إرشادات لتوضيح بعض الغموض في القانون. تشمل التكاليف المرتبطة بأجهزة IID 70 دولارًا - 150 دولارًا للتثبيت والرسوم في نطاق 60 دولارًا - 80 دولارًا شهريًا بعد ذلك. يقصر SB 598 مقدار الوقت الذي سيتعين على بعض مرتكبي القيادة تحت تاثير الكحول المتكررين الانتظار قبل أن يصبحوا مؤهلين للتقدم للحصول على امتيازات القيادة المقيدة في كاليفورنيا والحصول على الترخيص المقيد، على الرغم من ذلك، سيطلب من هؤلاء السائقين تلبية معايير معينة، مثل تركيب IID في سياراتهم . 
```

```
جورجيا
```

```
عند إدانة القيادة تحت تاثير الكحول خلال فترة 5 سنوات، يتم تعليق رخصة المخالف لمدة لا تقل عن 18 شهرًا خلال أول 120 يومًا من التعليق لمدة 18 شهرًا، ليس لدى المخالف امتيازات قيادة محدودة. بعد التعليق الثابت لمدة 120 يومًا، يجوز للمخالف التقدم بطلب للحصول على تصريح IID لمدة 12 شهرًا، بعد موافقة محكمة المساءلة أو إثبات التسجيل في برنامج علاج من تعاطي المخدرات المرخص من الدولة. خلال الشهرين الأخيرين من التعليق لمدة 18 شهرًا، يمكن للسائق المعني إزالة قيود المراقبة بواسطة IID من تصريحه المحدود ويمكن للمحكمة التي أصدرت الحكم أن تتنازل عن ذلك في حالات العسر المالي، لكن المخالف لا يزال يجب أن يقضي فترة 12 شهرًا المخصصة لاستخدام جهاز IID تحت التعليق الشديد.  
```

```
ماساتشوستس
```

```
اعتبارًا من 1 يناير 2006، يتعين على السائقين الذين عملوا ثانية تحت مخالفة تاثير الكحول والمؤهلين للحصول على رخصة المشقة أو إعادة الترخيص، أن يكون لديهم جهاز الاستشعار IID متصل بسيارتهم، على نفقتهم الخاصة. 
```

```
نيوجيرسي
```

```
يقلل مشروع قانون مجلس الشيوخ رقم S824 من طول تعليق رخصة القيادة للقيادة في حالة السكر ويرفض الخضوع لاختبار الكحول، ولكنه يزيد من متطلبات جهاز IID لهذه الجرائم. يُطلب من جميع مرتكبي شرب الكحول اثناء القيادة لأول مرة في ولاية نيو جيرسي تثبيت جهاز الاستشعارعلى سيارتهم. أيضًا، إذا تم إلغاء ترخيصك بسبب عدم الخضوع لاختبار الكحول، يمكنك استعادة امتيازات القيادة الخاصة بك إذا قمت بتثبيت IID. 
```

```
نيوميكسيكو
```

```
 جهاز الاستشعارمطلوب تركيبه لمدة سنة واحدة على الأقل لجميع المخالفين . شرب الكحول اثناء القيادة لأول مرة؛ تتطلب الجرائم اللاحقة فترات تثبيت أطول. أيضًا، إذا تم إلغاء الترخيص بسبب عدم التقديم لاختبار الكحول، يمكنك استعادة امتيازات القيادة الخاصة بك إذا قمت بتثبيتIID.
```

```
نيويورك
```

```
يقول دون برودينتي منSave drive ignition interlock in NewYork” .أنه اعتبارًا من 15 أغسطس 2010، تطلب ولاية نيويورك لاي شخص محكومًا عليه القيادة مخمورا تثبيت جهاز IID مثبت لمدة 6 أشهر على الأقل على أي مركبة يمتلكونها أو يشغلونها، والسائق لديه قيود على جهاز IID يضاف إلى رخصة قيادته. تم تكليف ذلك تكريمًا لـليندرا روزادو الذي توفي وهو يركب في سيارة يقودها سائق مخمور. 
```

```
كارولينا الشمالية
```

```
إن إدانة القيادة أثناء وجود زيادة في تركيز الكحول في الدم بنسبة 0.15 أو أكثر أو إدانة أخرى خلال السنوات السبع الماضية تتطلب تثبيت IIDعلى السيارة. 
```

```
تكساس
```

```
اعتبارًا من 1 سبتمبر 2015، يمكن لأي شخص يتم توقيفه بسبب تجاوزه الحد القانوني البالغ . 8٪ أن يختار تقييد جهاز IID بدلاً من الانتظار حتى تنتهي فترة تعليق رخصة القيادة الخاصة به. بالنسبة لمستويات تركيز الدم من الكحول .15٪ وما فوق، تتطلب محاكم تكساس معرفة ودائع حاقن الديزل الداخلي، حتى للمخالفين للمرة الأولى.  
```

```
يوتا
```

```
اعتبارًا من 2 تموز (يوليو) 2009، سيُطلب من أي شخص مُدان في القيادة تحت تاثير الكحول، سواء كانت مخالفة أولى أو مخالفة لاحقة، وضع جهاز الاستشعار في سيارته - لمدة 18 شهرًا لمخالفة للمرة الأولى 
```

```
فيرجينيا
```

```
اعتبارًا من 1 تموز (يوليو) 2012، يجوز لأي شخص مُدان بالـقيادة تحت تاثير الكحول القيادة فقط مع IIDبعد المخالفة الأولى، كشرط للحصول على رخصة رسمية ويلزم تثبيت IIDفي كل مركبة مملوكة له أو مسجلة له بعد مخالفة ثانية لمدة ستة شهور. ينص مشروع القانون أيضًا على أنه يجوز للمحكمة أن تأذن بترخيص مقيد للسفر بشرط تركيب IID .يمكن للشخص أن يتأهل مسبقًا للحصول على IID قبل الإدانة.
```

```
واشنطن
```

```
تؤدي إدانات القيادة تحت تاثير الكحول لأول مرة إلى عام واحد من جهازالاستشعار. تتطلب الإدانة الثانية تثبيت جهاز  IIDلمدة خمس سنوات على الأقل، وفي المخالفة الثالثة أو أكبر، يصبح الشرط عشر سنوات على الأقل. بعض أحكام الإدانة بالقيادة المتهورة يمكن أن تطلب من الشخص المدان استخدام جهاز  IIDلمدة ستة أشهر أو أكثر.
```

```
تثبيت جهاز الاستشعارالعالمي
```

```
تم تقديم مقترحات لتثبيت معرفات السيارات على جميع المركبات الجديدة، والتي تم تعيينها على الحد القانوني للسائق. دعا بعض السياسيين في السويد، اليابان وكندا والولايات المتحدة ودول أخرى إلى تثبيت مثل هذه الأجهزة كمعدات قياسية في جميع السيارات المباعة.
```

```
تتضمن القضايا التي يتعين حلها، إلى جانب قبول المستهلك والناخبين، صعوبة في الحصول على قياسات دقيقة دون إزعاج، والحاجة إلى تحقيق نتائج موثوقة جدا، حتى لا تتعارض مع قابلية استخدام السيارة. 
```

```
شاهد أيضا
```

```
منع الحركة
```

```
المراقبة الإلكترونية في الولايات المتحدة
```